# Asali Attikunte, Mulbagal
Asali Attikunte là một làng thuộc tehsil Mulbagal, huyện Kolar, bang Karnataka, Ấn Độ.